# 西村亮吉
西村 亮吉（にしむら りょうきち、天保10年12月13日（1840年1月17日） - 1917年（大正6年）7月2日）は、日本の官僚、政治家。大分県知事、鳥取県知事、貴族院議員。

## 略歴
土佐藩藩士として、幕末の尊攘運動に加わる。
明治維新後は、1879年（明治12年）10月30日に大分県令に任命された（1886年（明治19年）7月12日より県知事）。西村は1878年（明治11年）に開設された大分県会と、県会による備荒儲蓄法の審議棚上げや警察費予算の否決などで対立した。1889年（明治22年）には県会から日田・玖珠郡大水害の復旧補助を政府に陳情するように建議を受けたが、これを拒否し、県会から大分県で唯一の不信任決議を受けている（ただし、法的には無効であった）。
その後、鳥取県知事を歴任。1892年（明治25年）8月2日には貴族院議員に勅選され、1917年7月2日に72歳で没するまで貴族院議員を務めた。1904年（明治37年）11月2日、錦鶏間祗候に任じられた。

## 栄典
位階
- 1886年（明治19年）11月16日 - 正五位[5]
- 1890年（明治23年）11月1日 - 従四位[6]
- 1893年（明治26年）2月28日 - 正四位[7]

勲章等
- 1889年（明治22年）11月29日 - 大日本帝国憲法発布記念章[8]
- 1916年（大正5年）4月1日 - 勲二等瑞宝章[9]